# Elanders
Elanders ist ein schwedisches Infomedia- und Druckerei-Unternehmen, das in zehn Ländern auf vier Kontinenten tätig ist und über eine Reihe von Tochterunternehmen verfügt. Seit 1989 ist das Unternehmen an der OMX Nordic Exchange notiert. Elanders beschäftigt mittlerweile mehr als 8.000 Mitarbeiter in 20 Ländern. Dabei erwirtschaftet die Gruppe einen Jahresumsatz von 900 Mio. Euro.
Elanders entstand aus einer 1908 von Otto Elander, Nils Hellner und Emil Ekström in Schweden gegründeten Druckerei.
Im Januar 2007 erwarb Elanders die Sommer Corporate Media in Waiblingen, Deutschland. Zum 1. Juni 2008 hat Elanders die zur MairDumont-Verlagsgruppe gehörenden Mairs Graphische Betriebe in Ostfildern, Deutschland übernommen.
Im März 2012 erwarb Elanders die fotokasten und die d|o|m Deutsche Online Medien GmbH in Waiblingen, Deutschland. fotokasten bietet personalisierte Fotoprodukte, die Nutzer online gestalten und sich nach Hause liefern lassen können. Die Firma fotokasten GmbH wurde im Jahr 2000 von Meik-M. Lindberg und Ralph Hesse in Ratingen bei Hannover gegründet. Im gleichen Jahr eröffnete die erste Niederlassung in Esslingen. 2003 wurden sämtliche Geschäftsbereiche, die zuvor in Rendsburg und in Esslingen angesiedelt waren im Herzen von Stuttgart, am Feuersee, zusammengeführt. 2007 zog die Firma an ihren jetzigen Standort nach Waiblingen in der Nähe von Stuttgart. 2010 kam die kostenlose Applikation „foto-kasten fun“ im iTunes Store von Apple unter den Top10 im Bereich Fotografie. Die iPhone-Applikation „fotokasten fun“ wurde 2010 930.000 Mal runtergeladen und täglich von 10.000 Menschen genutzt. fotokasten war zudem einer der ersten Anbieter für Foto-Adventskalender.
Den strategischen Unternehmensausbau im Bereich Foto-Finishing führte Elanders mit dem Kauf des europaweit agierenden Fotobuchherstellers myphotobook GmbH mit Sitz in Berlin im August 2013 fort. Die myphotobook GmbH wurde 2004 von David Diallo und Jan Christoph Gras gegründet und ist einer der führenden, europäischen Anbieter im Bereich des digitalen Fotoprintservices und der Fotobuchherstellung mit Angeboten in Belgien, Dänemark, Deutschland, England, Frankreich, Italien, Irland, Niederlande, Österreich, Schweden, Schweiz sowie Spanien. Elanders beabsichtigte damit den E-Commerce Bereich von der myphotobook GmbH, deren Umsatz ca. 16 Mio. Euro betrug, unter Verantwortung vom Vorstandsmitglied und neuem Geschäftsführer Martin Lux voranzutreiben und umzustrukturieren. Neben dem Onlineshop für Endkunden, in dem allerlei Fotoprodukte wie Fotobücher (siehe Fotobuch), Fotogeschenke, Wandbilder und Kreativsets wie Scrapbooks angeboten werden, erarbeitete myphotobook in Zusammenarbeit mit der d|o|m GmbH außerdem ein White-Label-Modell für B2B-Kunden, welches es auch anderen Unternehmen oder Websites ermöglicht, Fotoprodukte anzubieten.
Im Juni 2016 kaufte Elanders den Logistikdienstleister LGI für 257 Mio. Euro.